# Ђорђе Ерчевић
Ђорђе Ерчевић (Београд, 19. јун 1979) српски је глумац. Члан је Удружења драмских уметника Србије.

## Биографија
Рођен је у Београду као син Предрага, адвоката, и Мирјане, здравственог радника. Живи у ванбрачној заједници са српском глумицом Александром Влајић, са којом има сина Алексу.
Дипломирао је на Академији уметности у Београду 2005, у класи проф. Небојше Дугалића, са представом „Лудило у двоје” Ежена Јонеска.
Имао је више запажених улога на телевизији и филму. Поред глуме, успешно се бавио каратеом, роњењем и јахањем.

## Улоге
| Год.       | Назив                       | Улога                  |
| ---------- | --------------------------- | ---------------------- |
| 1990-е     |                             |                        |
| 2004.      | Карађорђе и позориште       | Руски цар Александар I |
| 2005.      | Јелена                      | Бобан                  |
| 2007.      | Коњи врани                  | Алас                   |
| 2008.      | Милош Бранковић             | Војвода                |
| 2008.      | Сељаци                      | Геометар Љуба          |
| 2008.      | Горки плодови               | Жућа                   |
| 2008.      | Бледи месец                 | Војин                  |
| 2009.      | Село гори, а баба се чешља  | Кратки                 |
| 2009.      | Human Zoo                   | Корумпирани полицајац  |
| 2009.      | Бела лађа                   | Саобраћајац            |
| 2009—2010. | Јесен стиже, дуњо моја      | Жућа алас              |
| 2010.      | Као рани мраз               | Резанчев               |
| 2010—2011. | Мирис кише на Балкану       | Возач Ристо            |
| 2011.      | Бели лавови                 | Полицајац              |
| 2012.      | My Beutiful Country         | Деникин супруг         |
| 2013.      | Lefty, and the Man in Black | Крими-возач            |
| 2013—2014. | Равна гора                  | Војник Ћелић           |
| 2014.      | Фолк                        | Адвокат Ранђеловић     |
| 2014.      | Just as We Are              | Ертан                  |
| 2015.      | Небо изнад нас              | Михаило                |
| 2015.      | Унутра                      | Маре                   |
| 2015.      | За краља и отаџбину         | Војник Ћелић           |
| 2015.      | The Operative               | Контролор              |
| 2016.      | Сумњива лица                | Полицајац              |
| 2017.      | Tytgat chocolate            | Спасилац               |
| 2017.      | Пси лају, ветар носи        | Мирче                  |
| 2017—2018. | Убице мог оца               | Лазар                  |
| 2018.      | Пијавице                    | Бармен                 |
| 2021.      | Феликс                      | Поштар                 |